# Бистрічка (притока Турця)
Бистрічка (словац. Bystrička) — річка в Словаччині, права притока Турця, протікає в окрузі Мартін.
Довжина приблизно 12-12.5 км. Витік знаходиться в масиві Мала Фатра (частина Лучанська Фатра) — на схилі гори Велика Лука — на висоті близько 1410 метрів. Протікає територією села Бистрічка і міста Мартін. Впадає Валаський потік.
Впадає у Турець на висоті приблизно 400—405 метрів.